# Дьяченко, Валерий Семёнович
Вале́рий Семёнович Дьяче́нко (18 августа 1946, Ростов-на-Дону — 5 декабря 1994, Москва) — советский и российский композитор и аранжировщик. Заслуженный деятель искусств Российской Федерации.

## Биография
Родился 18 августа 1946 в Ростове-на-Дону.
Его детство прошло в Новочеркасске, где он окончил школу № 12 и музыкальную школу им. Петра Ильича Чайковского. В Ростовском музыкальном училище обучался на двух отделениях: фортепианном у преподавателя М. И. Кац и на композиторском у известного донского композитора А. П. Артамонова. Будучи студентом, исполнял свои произведения на Донской музыкальной весне и удостоился похвального отзыва Д. Шостаковича. Блестяще окончив в 1966 училище и, испытывая огромное влияние Артамонова, поступает на композиторское отделение Московской консерватории.
С 1967 по 1978 писал произведения для камерного ансамбля «Рококо» под руководством А. Д. Быканова.
В 1973 году успешно закончил Московскую государственную консерваторию имени П. И. Чайковского (класс композиции профессора А. А. Николаева).
За свою недолгую творческую жизнь композитор создал большое количество произведений в самых разнообразных музыкальных и музыкально-театральных жанрах. Он является автором двух опер — одноактной комической оперы «Медведь», созданной в 1972 г. по одноименной пьесе-шутке А. П. Чехова, и неоконченной оперы «Мастер и Маргарита» (1989—1994) по роману М. А. Булгакова (обе на либретто Е. Ф. Гориной), а также двух музыкальных комедий. Это музыкальная комедия «Замужняя невеста» по пьесе Н.Семеновой «Печка на колесе» (либретто А.Гангова), премьера спектакля в постановке Константина Васильева состоялась на сцене Омского музыкального театра в 1989 году, и комедия «Превратности любви» (1991) по мотивам комедии У. Шекспира «Виндзорские проказницы» (либретто К.Васильева). Её премьера с успехом прошла в 2010 г. на сцене Московского Международного Дома Музыки в исполнении Государственной концертно-театральной капеллы Москвы под управлением Анатолия Судакова.
В разные годы композитором были созданы три струнных квартета (1973, 1985, 1993), десять вокальных циклов на стихи отечественных и зарубежных поэтов, среди которых Евгений Баратынский, А. А. Фет, Н. С. Гумилёв, Г. Аполлинер, десять хоровых концертов, в том числе на стихи В. А. Жуковского, А.Майкова, Ф. И. Тютчева, А. А. Блока, Н. М. Рубцова, Концерт для духового оркестра «Слава героям» (1986), а также пьесы для эстрадно — симфонического и духового оркестров, детская музыка.
Особое место в творчестве Валерий Семёнович занимает сочинение «Вечная память (Чин заупокой)» в 16 частях для смешанного хора без сопровождения. Духовное произведение создано в 1989 г. на канонические тексты и в строгом соответствии с русской православной певческой традицией. В качестве эпиграфа к этому — одному из самых совершенных своих творений — композитор выбрал слова Святого Апостола Павла из его Послания к Римлянам: «…ибо никто из нас не живет для себя, и никто не умирает для себя…» (гл.14;7). Предназначенное автором прежде всего для исполнения в церкви, оно хорошо известно любителям духовной музыки и в концертном исполнении многих хоровых коллективов страны. Премьеру сочинения в 1994 год представил Краснодарский государственный камерный хор под управлением В. Яковлева. В разные годы это сочинение звучало в исполнении Саратовского камерного хора под управлением Людмилы Лицовой, Камерного хора под управлением Льва Владимировича Конторовича, Государственной капеллы Москвы под управлением Анатолия Судакова. Партитура хорового концерта «Вечная память» была дважды выпущена в свет издательством «Композитор» в 1996 и 2004 гг.
В разные годы Валерий Семёнович занимал должности Главного редактора издательства «Музыка», Главного редактора репертуарной коллегии Министерства культуры РФ, всемерно способствовал продвижению к слушателю музыки современных отечественных композиторов. Он проявил себя и как активный общественный деятель. Будучи членом Правления Союза композиторов Москвы, совестно с коллегами-композиторами выступил в 1994 г. инициатором придания международного статуса фестивалю современной музыки «Московская осень».
Ушёл из жизни 4 декабря 1994 в Москве на 49 году жизни после тяжёлой болезни. Похоронен на Кунцевском кладбище.

## Произведения[2]

### Оркестровые
- 1973 год — Симфониетта (I—III), рукопись. Запись по трансляции из БЗК (июнь 1973 г). Симфонический оркестр под управлением В.Дударовой.
- 1981 год — Концерт для скрипки с оркестром (I—III).

### Музыкально-сценические
- 1972 год: «Медведь» — одноактная комическая опера по одноименной пьесе-шутке А. П. Чехова. Либретто Екатерины Гориной. Первое исполнение — 21 ноября 1989 г. в Московском музыкальном театре-студии «Композитор». Дирижёр — Владимир Понькин, режиссер-постановщик — Николай Кузнецов. Запись по трансляции.
- 1989 год: «Замужняя невеста». Музыкальная комедия в 2-х действиях. Либретто А.Гангова по пьесе Н.Семеновой «Печка на колесе». Первое исполнение — Омский музыкальный театр. Режиссёр-постановщик Константин Васильев. Запись спектакля из зала. Рукопись.
- 1991 год: «Превратности любви». Музыкальная комедия в 3-х действиях по пьесе У.Шекспира «Виндзорские проказницы». Либретто К.Васильева. Государственная концертно-театральная капелла Москвы под управлением Анатолия Судакова. Первое исполнение — Московский Международный Дом Музыки, 2011 год.
- 1989—1994 годы: «Мастер и Маргарита». Опера в 4-х действия по одноименному роману М. А. Булгакова. Либретто Екатерины Гориной. Клавир. Неоконченная рукопись.

### Вокальные циклы
- 1967 год: Пять романсов на стихи Ф. Г. Лорки. Для меццо-сопрано (баритона) и фортепиано, М.: Советский композитор, 1981.
- 1970 год: Пять романсов на стихи современных бельгийских поэтов. Для голоса и фортепиано, М.: Советский композитор, 1981.
- 1975 год: Пять романсов на стихи поэтов-декабристов. Для баса и фортепиано. В сб. В.Дьяченко «Вокальные произведения». М.: Советский композитор, 1982. Запись на радио в исп. А.Сафиулина. Архив композитора.
- 1979 год: Вокализ для контральто и фортепиано. М.: Советский композитор, 1980.
- 1980 год: Три романса на стихи А.Блока. Для сопрано и фортепиано. В сб. В.Дьяченко «Вокальные произведения». М.: Советский композитор, 1982., Запись в исп. Н.Миланович.
- 1980 год: «Дорожные элегии». Пять романсов на стихи Н.Рубцова. Для тенора и фортепиано. В сб. В.Дьяченко «Вокальные произведения». М.: Советский композитор, 1982. Фирма «Мелодия» «Вокальные произведения молодых композиторов Москвы», запись 1981 г. в исп. Н.Гуторовича
- 1981 год: «Край любимый». Пять романсов на стихи С.Есенина. Для тенора и фортепиано. Рукопись. Архив композитора. Пять романсов на стихи Г.Аполлинера. Для меццо-сопрано и фортепиано. В сб. В.Дьяченко «Вокальные произведения». М.: Советский композитор, 1982.
- 1982 год: Три романса на стихи Евгения Баратынского. Для баритона и фортепиано. Рукопись. Архив композитора.
- 1987 год: «Вечерние песни». Пять романсов на стихи А.Фета. Рукопись. Архив композитора. Запись на радио в исп. Л.Курдюмовой и оркестра п/у А.Михайлова, 1-1992 г. ВДКС-08678. (11 мин. 25 сек).
- 1989 год: Три романса на стихи Н.Гумилева. Для баса и фортепиано. Рукопись. Архив композитора.

### Хоровые концерты
- 1969 год: «Снег падает». На стихи И.Бехера. Для хора без сопровождения. Рукопись. Архив композитора. Шесть хоровых миниатюр на стихи Мацуо Басё. М.: Советский композитор, 1982.
- 1975 год: «Донские песни». Кантата на темы донских песен. Слова народные. Для камерного хора, ансамбля духовых и ударных инструментов. Первое исполнение — 1980 г. г. Пярну (Литва) камерный хор п/у Владимира Минина. Запись по трансляции на Литовском телевидении. Партитура в сб. Валерий Дьяченко «Хоровые произведения». М.: Советский композитор, 1987.
- 1981 год: «Сельские вечера». Кантата для смешанного хора и ударных инструментов на стихи Н.Рубцова, А.Прокофьева, О.Фокиной, А.Твардовского. Партитура в сб. Валерий Дьяченко «Хоровые произведения». М.: Советский композитор, 1987.
- 1983 год: «По прочтении Ф.Тютчева». Кантата для хора (I—VII). Партитура в сб. Валерий Дьяченко «Хоровые произведения». М.: Советский композитор, 1987.
- 1984 год: «Память». Оратория для меццо-сопрано, тенора, баса и смешанного хора (I—VII) на стихи В.Фирсова. Рукопись. Архив композитора.
- 1987 год: Маленькая кантата на стихи М.Рыльского. Рукопись. Архив композитора.
- 1989 год: «Вечная память». Чин за упокой на канонические православные тексты (I—XVI) для смешанного хора без сопровождения, М.: Композитор, 1997. Первое исполнение — 17 ноября 1994 г. Краснодарский камерный хор п/у Вячеслава Яковлева (I—XII), запись на радио 1994 г. Записи из БЗК в исполнении Саратовского камерного хора п/у Людмилы Лицовой (ноябрь 2006 г.?); в исполнении Камерного хора п/у Льва Конторовича, Государственная капелла Москвы п/у Анатолия Судакова. Архив композитора.
- 1992 год: «Акварели». Маленькая кантата на стихи А.Майкова. Рукопись. Архив композитора.

### Камерно-инструментальные произведения
- 1972 год: Восемь пьес для двух труб и двух тромбонов. Партитура. В сб. Пьесы для ансамбля духовых инструментов. М.: Музыка, 1977; М.: Советский композитор, 1978; Л.: Музыка, 1984.
- 1973 год: Квартет № 1. Для двух скрипок, альта и виолончели. М.: Советский композитор, 1991.
- 1977 год: Квинтет. Для флейты, гобоя, саксофона-сопрано, валторны и фагота. М.: Советский композитор, 1981. Запись в архиве композитора. «Из альбома путешественника». Детские пьесы. Для трубы и фортепиано. М.: Советский композитор, 1978.
- 1978 год: Концертино. Для контрабаса и фортепиано. М.: Советский композитор, 1981. Запись в архиве композитора.
- 1984 год: «Северные эскизы». Сюита для квинтета медных духовых. Рукопись.
- 1985 год: Квартет № 2 ми-бемоль. Для двух скрипок, альта и виолончели. М.: Советский композитор, 1991. Первое исполнение в Малом зале Московской консерватории. Квартет п/у Т. Беркуль. ДКС-55683, хронометраж 17 мин. 15 сек.
- 1993 год: Струнный квартет № 3 (I—III). Рукопись в архиве композитора. Первое исполнение ВДК «Московская осень» 1993 г. Запись по трансляции ДКС- 64065, хронометраж 11 мин. 38 сек. Квартет Московской филармонии п/у Т.Беркуль.

### Произведения для духового оркестра
- «Слава героям». Сюита для большого духового оркестра. Рукопись. Первое исполнение — 1989 г. ВДК, в исп. Государственного духового оркестра РСФСР п/у А.Мишулина. Запись по трансляции ДКС −55769, хронометраж 17 мин. 14 сек.

### Произведения для детей и юношества
- 1974 год: Двенадцать детских пьес для фортепиано. Варшава, PWM, 1978; Двенадцать детских пьес — сб. Детские альбомы советских композиторов для фортепиано, М.: Советский композитор, 1982.
- 1982 год: «Сказка о флюгере». Музыкальная сказка для детей дошкольного и школьного возраста для пения в сопровождении фортепиано. Либретто О. и Н.Яншиных. М.: Советский композитор, 1982 в сборнике «Музыкальные сказки». Вып.1
- 1983 год: Двадцать детских пьес для фортепиано. М.: Советский композитор, 1986; Милан, RIKORDI, 1985.
- 1986 год: «Детский альбом». Сорок пять пьес для фортепиано. М.: Советский композитор, 1986.
- 1993 год: «Ночной смотр». Кантата для детского хора на стихи В.Жуковского. Рукопись. Архив композитора. Первое исполнение — 20 мая 1994 г. Детская хоровая студия «Преображение» п/у М.Славкина (3 части). Запись в архиве композитора.
- 1994 год: «Первые шаги». Альбом пьес для блок-флейты и фортепиано. Подготовительный и 1 класс ДМШ. Рукопись.

### Произведения для эстрадных ансамблей

#### С 1967 по 1978 г. пьесы для ансамбля «Рококо» п/у А.Быканова
- «Багатель», 3 мин. 50 сек.
- «Грустные марионетки», 3 мин. 23 сек.
- «Менуэт», 3 мин. 04 сек.
- «Витражи» (диск «Старый антиквар»), 3 мин. 03 сек.
- «Голубые танцовщицы», 3 мин. 55 сек.
- «Весёлый май», 2 мин. 08 сек.
- «Лучшее время года» — орган
- «Музыкальное приношение», 2 мин. 43 сек.

#### С 1984 г. по 1987 г. пьесы для ансамбля Всесоюзного радио п/у А.Корнеева
- «Ноктюрн», «Луговые цветы», «Жига», «Звездный дождь», «Кавалькада», «Вечерние сады», «Белые снега», «Дивертисмент», «Регата», «Радуга во ржи», «Прелюдия», «Багги».

#### 1993 г. Инструментальные пьесы для ЭСО п/у М.Кажлаева
- «Зимний пейзаж», «Баден-Баден», «Лирический этюд».

### Фильмография
- 1980 — Хитрые старушки (режиссёр Сергей Олифиренко)